# Toyotomi (Yamanashi)
Pour les articles homonymes, voir Toyotomi (homonymie).
Toyotomi (豊富村, Toyotomi-mura) est un ancien village de la préfecture de Yamanashi, ayant existé jusqu'au 20 février 2006, date de sa fusion avec les bourgs de Tamaho et de Tatomi pour former la ville de Chūō. Il faisait partie du district de Higashiyatsushiro.

## Géographie

### Topographie et hydrographie
Situé dans la partie centrale de la préfecture, à l'extrémité ouest du district, Toyotomi se trouve dans l'extrémité sud du bassin de Kofu (ja). Une rangée de villages plutôt longitudinale s'étend le long de la rive sud de la rivière Fuefuki (笛吹川), qui traverse le bassin. La partie nord est une plaine et la partie centrale appartient aux collines de Sone (ja) (曽根丘陵), qui s'étendent de la partie nord de Mitama à Nakamichi. La partie sud est une zone montagneuse appartenant aux monts Misaka (ja) (御坂山地), et la rivière Asari (浅利川) coule vers le nord à travers le centre du village, avant de rejoindre la Fuefuki. La municipalité occupait une superficie de 13,50 mètres carrés.

### Villes limitrophes

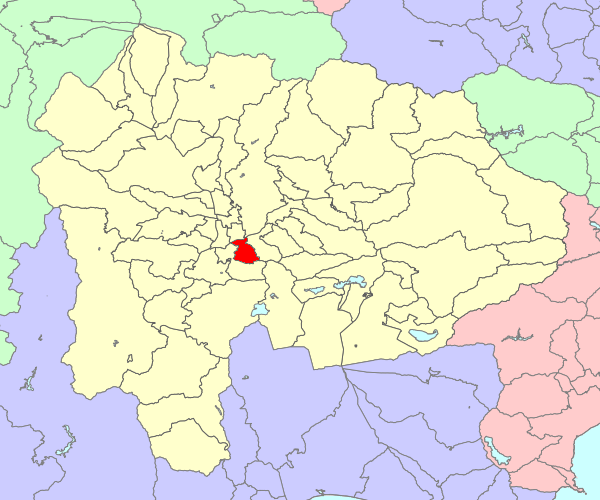
Localisation de Toyotomi dans la préfecture de Yamanashi (tracés territoriaux du 20 février 2006).

Entités territoriales limitrophes à la date de la fusion du 20 février 2006,. En 1889, Toyotomi est entouré à partir du nord, dans le sens horaire, des villages de Hanawa (ja) (花輪村), par un quadripoint, Sanchō (ja) (三町村), Inazumi (ja) (稲積村) et par un quadripoint Futagawa (ja) (二川村), tous quatre du district de Nakakoma, des villages de Shimosone (ja) (下曽根村) et d'Ubaguchi (ja) (右左口村), tous deux du même district de Higashiyatsushiro, et des villages de Shimokuishiki (ja) (下九一色村) et d'Ōtsuka (ja) (大塚村), tous deux du district de Nishiyatsushiro. Le 1er janvier 1941, Shimosone fusionne avec les villages de Shiraigawara (ja) (白井河原村) et de Kamisone (ja) (上曽根村) pour former le village de Kashiwa (ja) (柏村), tandis que le 11 février, Hanawa fusionne avec les villages de Shinobu (ja) (忍村) et de Koikawa (ja) (小井川村) pour former le village de Tatomi (田富村). Le 17 octobre 1954, Futagawa et neuf autre villages intègrent la ville de Kōfu (甲府市), qui s'agrandit et devient voisine de Toyotomi, tandis que le 3 novembre, Ōtsuka, le village d'Ueno (ja) (上野村) et une partie de celui de Shimokuishiki fusionnent pour former le bourg de Mitama (三珠町), tandis que l'autre partie de Shimokuishiki passe au village de Furuseki (ja) (古関村). L'année suivante, le 20 mars, Sanchō et Inazumi fusionnent pour devenir le village de Tamaho (玉穂村) et le 31 mars, Ubaguchi et Kashiwa fusionnent et deviennent le bourg de Nakamichi (中道町). Tatomi et Tamaho devient bourgs respectivement en 1968 et en 1985. Finalement, le 1er octobre 2005, Mitama fusionne avec les bourgs d'Ichikawadaimon (市川大門町) et de Rokugō (六郷町) pour former le bourg d'Ichikawamisato (市川三郷町).

## Histoire
Dans les collines de Sone (ja), on trouve de grands tumuli anciens, dont de nombreux datant de la période Jōmon. On note le Kofun de Kai Chōshizuka (en) datant du IVe siècle dans l'ancien bourg voisin de Nakamichi (maintenant intégré à la capitale préfectorale Kōfu). À Toyotomi, les tumuli datent du Ve siècle et incluent le Kofun d'Ōzuka (ja) (王塚古墳) et de Sansei'in (三星院古墳), deux Kofuns en forme de pétoncle,.
Selon l'ancien système Ritsuryō, l'actuel Toyotomi faisait partie du village de Numao (沼尾郷), dans le comté de Yatsushiro (ja) (八代郡). À la fin de la période Heian (794-1185), le village d'Asari (浅利郷) est établi à partir de la magistrature de Chōkōjidō (長講寺堂) et du domaine d'Aoshima (青嶋荘), et une branche du clan Gen de Kai (ja) (甲斐源氏, Kai Gen-ji) appelée le clan Asari (ja) (浅利氏) y vivait. Durant l'époque Sengoku (1477-1573), le clan Asari était un vassal des gouverneurs de la province de Kai, le clan Takeda.
À l'époque moderne, cinq villages, ceux d'Asari (浅利村), Takabe (高部村), Kamiōtori (上大鳥居村), Kihara (木原村) et de Sekihara (関原村), sont établis dans le comté de Yatsushiro, district central. Après avoir été sous le contrôle direct du shogunat, puis du domaine de Kōfu, en 1724, la région a de nouveau été placée sous le contrôle du shogunat lorsque l'ensemble de la province de Kai est devenue un domaine du shogunat, et la région du village est placée sous contrôle du bureau de Kamiiida (上飯田代官). En 1746,le Gosankyō prend contrôle de la province, et le village de Kamiōtori est devenu propriété de la famille Tayasu (ja) (田安徳川家).
À partir de 1794, les quatre autres villages, sont sous le contrôle du bureau d'Ichikawa (市川代官). La culture rizière et céréalière sur les collines prend de l'ampleur et le relais opérait sur le Nakamichi-Ōkan (ja) (中道往還), importante route de la province de Kai à celle de Suruga. Un ferry assurait la liaison de la rivière Fuefuki à la rivière Kamanashi (釜無川). Le 7 décembre 1874, le village de Toyotomi est formé par la fusion des villages d'Asari, Takabe, Kamiōtori, Kihara et Sekihara, auquel s'ajoute celui d'Ubaguchi (右左口村). Le 19 décembre 1878, à l'adoption de la nouvelle loi municipale (ja), Toyotomi passe du comté de Yatsushiro au nouveau district de Nishiyatsushiro, qui a été créé à partir de l'ancien comté dissous. Le 1er juillet 1889, sous la création de la loi municipale moderne, le village de Toyotomi est recréé, mais Ubaguchi regagne son indépendance.
La sériciculture s'est répandue à l'époque moderne et, après la Seconde Guerre mondiale, les cultures fruitières et l'élevage sont devenus les principales activités, avec une évolution vers le commerce et l'industrie. Le 20 février 2006, après des ententes, une fusion volontaire est effectuée entre Toyotomi et les bourgs de Tamaho et de Tatomi, entraînant la création de la ville de Chūō (中央市), dont le nom signifie « ville-centre », pour symboliser sa position au centre de la préfecture,.

## Transports

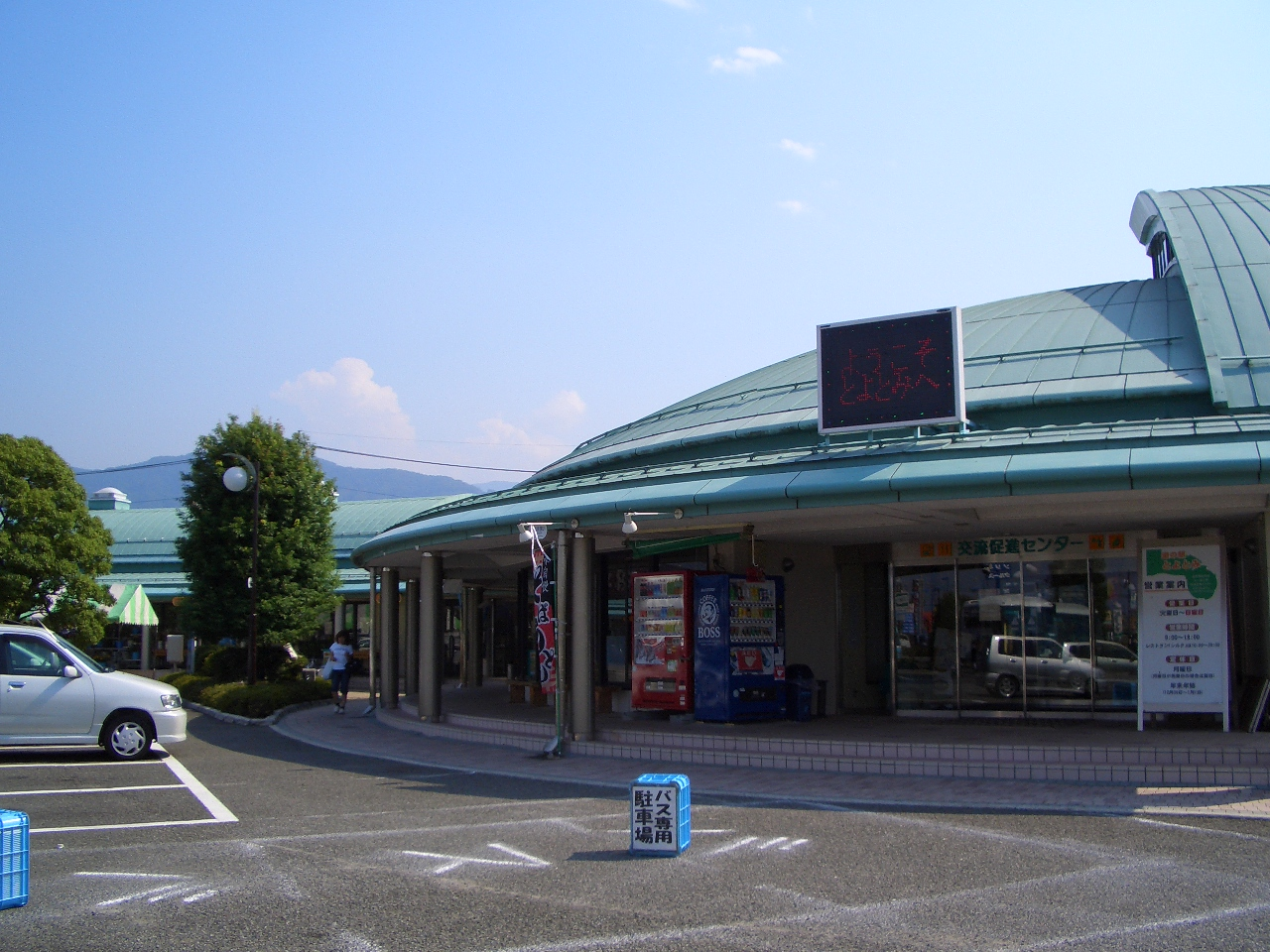
Halte routière de Toyotomi.

L'ancien village est traversé par la route nationale 140 (en) et la route préfectorale 29 (ja). On y trouve la halte routière de Toyotomi (道の駅とよとみ). 

## Culture locale et patrimoine
- Daifuku-ji (ja) (大福寺)
- Kofun d'Ōzuka (ja) (王塚古墳)
- Kofun de Sansei'in (三星院古墳)